# Cota (armadura)

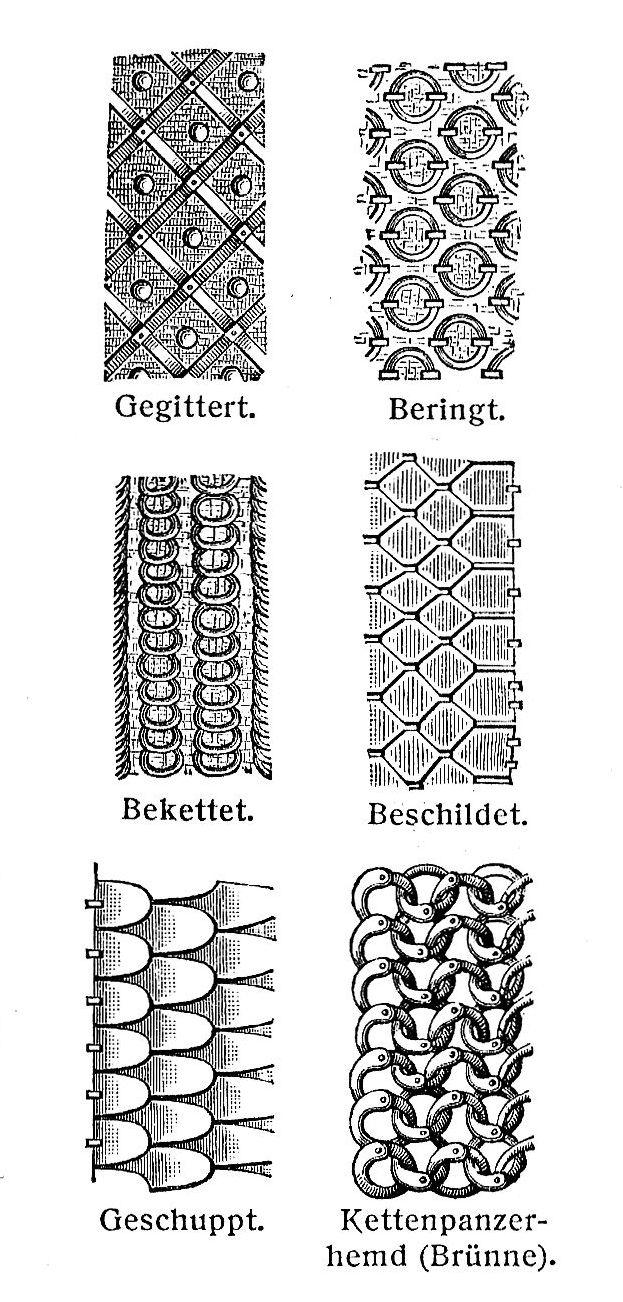
Diferents tipus de cota de malla

La cota és un tipus d'armadura per a protegir el tors, i alguns cops també part dels braços o les cames. És una versió reforçada de la cuirassa. Sobre el suport de cuir es cosien làmines addicionals de cuir, o bé anelles o plaques metàl·liques (armadura de plaques). Un tipus freqüent d'armadura de cota és la cota de malla en què les peces no van cosides sobre un suport sinó que les peces s'entrellacen entre elles.